# 野川 (東京都)
野川（のがわ）は、東京都を流れる多摩川水系多摩川支流の一級河川である。国分寺市東部の日立製作所中央研究所敷地内を水源とし、世田谷区南部の二子玉川で多摩川と合流する。全長20.5km。中流、下流域の多摩川左岸では最大の支流である。

## 地理
国分寺市東恋ヶ窪一丁目の日立製作所中央研究所敷地内の湧水が源とされ、近接する市道の休憩所には案内板が設置されている。年2回の一般公開や地元小学校の見学などが行われている。南下して西武国分寺線・JR中央本線の盛土を抜け、住宅地を抜けて東へ向きを変え、国分寺街道の不動橋で真姿の池湧水群からの湧き水を合わせる。
鞍尾根橋で、東京経済大学国分寺キャンパスの新次郎池からの湧水が合流するとともに国分寺市から小金井市へ入り、河川管理境界も東京都北多摩南部建設事務所へと移る。
以降、多摩川との合流点まで河川緑道が整備され、さらに多摩地区内は河道と河川敷が親水エリアとして整備されている。小金井市に入り、武蔵野公園にさしかかるあたりから南東に流れ、西武多摩川線と交差し、野川公園に入る。小金井市と調布市の間を何度も縫ってその後三鷹市を流れ、再び調布市に入る。
京王線と交差し、調布市と狛江市の境を何度も縫い、調布市入間町付近で支流の入間川を合わせる。世田谷区に入り、神明の森みつ池からの湧水を合わせて、小田急小田原線をくぐり、東名高速道路と交差する。世田谷区鎌田で北から流れ来る仙川を合わせ、多摩川と並んで二子玉川で国道246号新二子橋や二子橋をくぐり、東急田園都市線・東急大井町線二子玉川駅のホーム下で右岸が、世田谷区玉川一丁目付近で左岸が多摩川に合流する。
野川は、南岸が平坦、北岸が急斜面となっていて、両岸の高さが違う。北の崖は、武蔵野段丘面を多摩川が削りこんで作った国分寺崖線である。「ハケ」と呼ばれる崖の斜面からはかつてに比べれば大幅に減少しているものの、深大寺から成城みつ池にかけて多くの清水が湧き、都内でも珍しい自然が残っている。

## 歴史

### 先史時代
野川が流れる立川段丘面は、2万～3万年前の更新世に古多摩川が流れて作った河岸段丘である。その時代の多摩川は、立川段丘面に礫を残しながら、武蔵野段丘を横から削っていた。多摩川本流が流路を変えた後に、国分寺崖線の湧水を集め、多摩川旧河道を流れた小河川が、野川である。野川には多摩川が運んで残した礫の層（立川礫層）を削るほどの流量がなく、礫層を川底にして浅い谷を作った。野川の上流部北側には旧石器時代の遺跡がある。
また、野川流域には横穴墓が見つかっている。川沿いには弥生時代から水田が開かれ、奈良時代には上流部に武蔵国分寺が作られた。

### 六郷用水開削による流路変更
かつての野川は、小金橋（調布市と狛江市の市境、調布市立調和小学校の南東）あたりから野川緑地公園に近い流路で現在の狛江市中心部を流れ、そのまま南流し岩戸川（現在の岩戸川緑地公園）及び町田川に接続し、宇奈根付近で多摩川に注いでいた。
1597年（慶長2年）から15年かけて六郷用水（次大夫堀）が開削された。これに伴い世田谷通りの新一の橋付近で六郷領用水と合流し流れを東に変え、世田谷通りと滝下橋緑道を流れ入間川と合流するようになった。次太夫堀公園を流れた後用水から分流し現在の野川下流に近い流路を通っていた。

### 昭和の流路変更
1967年（昭和42年）になって六郷用水も川の流路を失わない範囲で大部分が埋められ（一部が野川緑地公園と滝下橋緑道に整備）、野川の流路を東に寄らせる改修が行われた。野川は狛江市街に入らずに調布市と狛江市の市境付近に新たに開削された。それより下流の野川も入間川との合流点を作り、さらに少し下流のきたみふれあい広場（小田急電鉄喜多見車両基地）付近では旧入間川より数百メートルほど東に野川が開削され（西側の従前の入間川は埋められた。狛江ハイタウン前からきたみふれあい広場までは道路及び遊歩道になっている）、さらに下流でも次大夫堀開削以前の入間川に近い流路がとられた。また、この開削した川も全区間野川と称した。
都内にしては湧水による水量豊富な河川であったが、戦後から高度経済成長期を経て1980年代前半までは、周辺地域の宅地化が進行し、下水道も未整備であったため生活雑排水が垂れ流されるようになる。流水の大半がそれらからなり、水底はヘドロで覆い尽くされ悪臭を放つドブ川となってしまうが、平成に入り周辺地域の下水道整備がようやく完了し、清流への回復が徐々に進み始めた。これにより各種魚類や水生昆虫、かわせみ、カメなどの生息、回帰も確認されるようになった。
しかし、皮肉なことに汚水の減少にともなって水量そのものも減少してしまい、冬季にはしばしば川の水が枯れるようになった。また、水量減少は流路に湿原的な環境を所々作り出し、アシの繁茂が新たな生物相を生じさせてもいる。
この流路変更前の野川は、アメリカ軍による1947年（昭和22年）3月〜1948年（昭和23年）3月撮影の空中写真によって確認できる。

### 災害史
- 2005年（平成17年）9月4日 - 集中豪雨に氾濫。鎌田や大蔵で浸水家屋多数[9]。

## ギャラリー

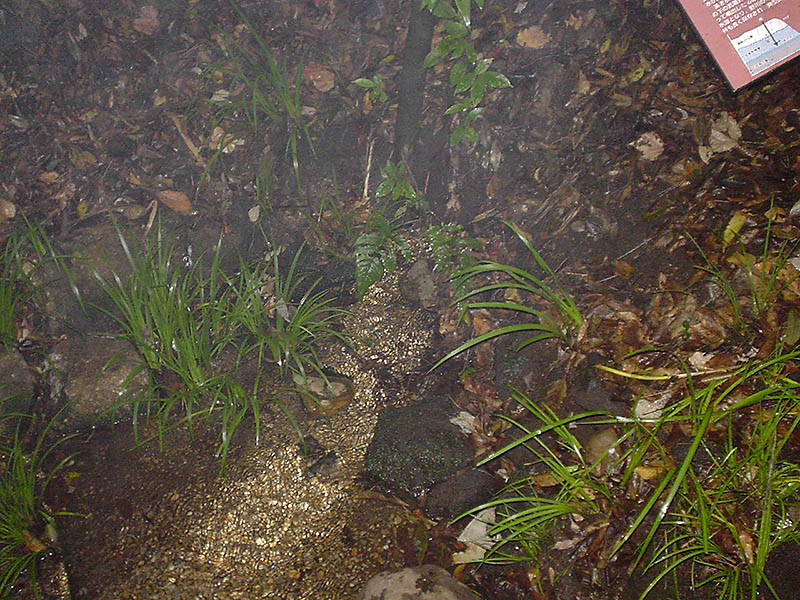
野川の源流点（日立製作所、中央研究所内）
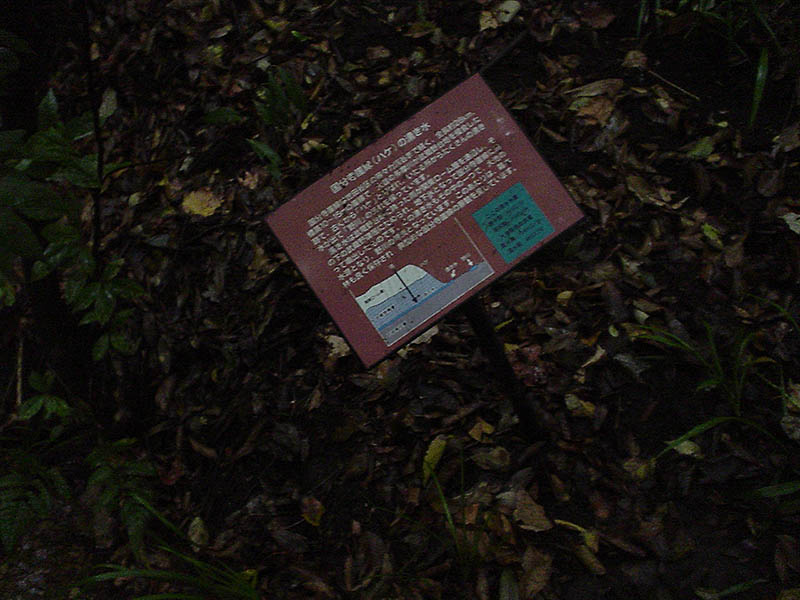
源流点に関する解説パネル
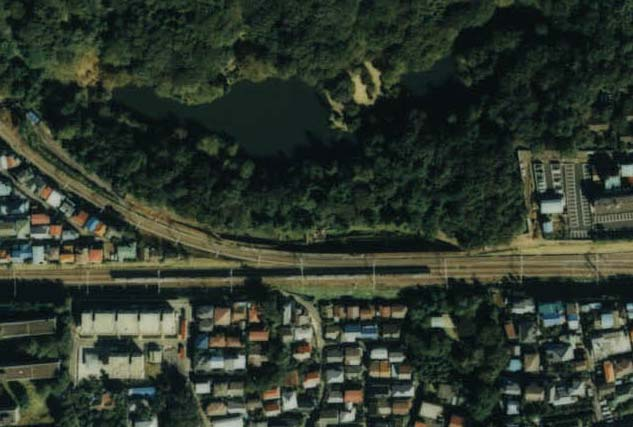
源流点周辺に残された武蔵野の森国土交通省 国土地理院 地図・空中写真閲覧サービスの空中写真を基に作成
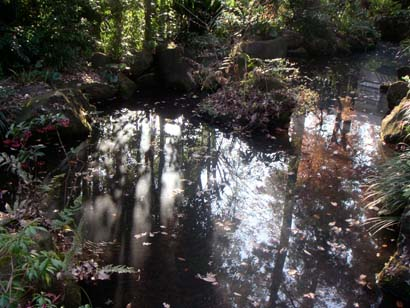
真姿の池湧水群は源流（南の支流）のひとつだった。国分寺市。
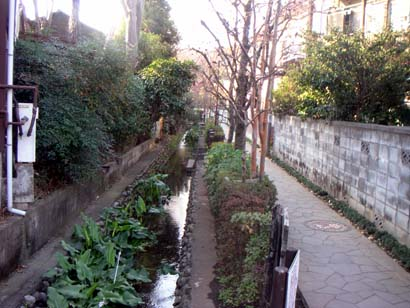
お鷹の道と野川。国分寺市。
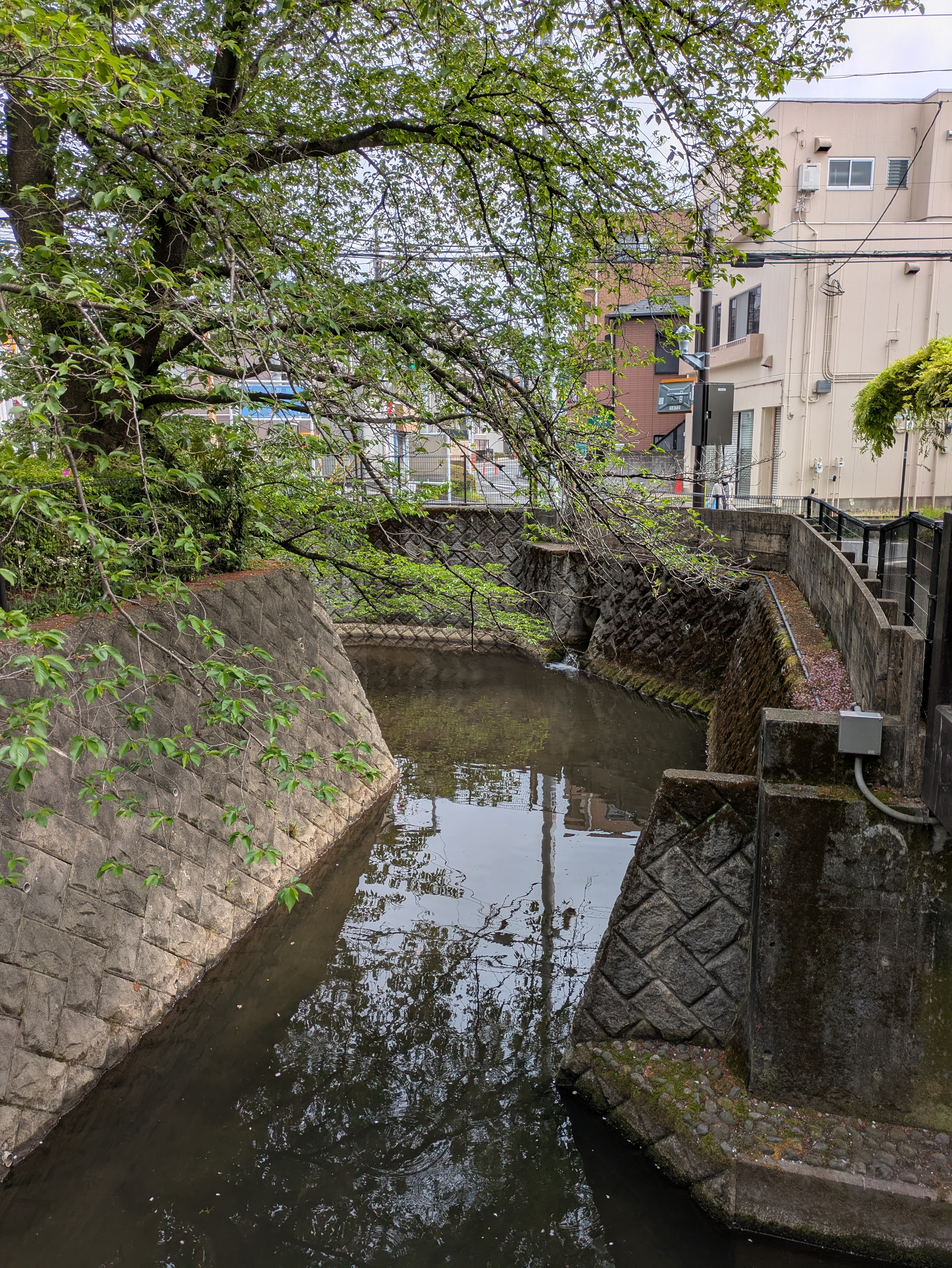
不動橋ポケットパーク(国分寺市東元町)
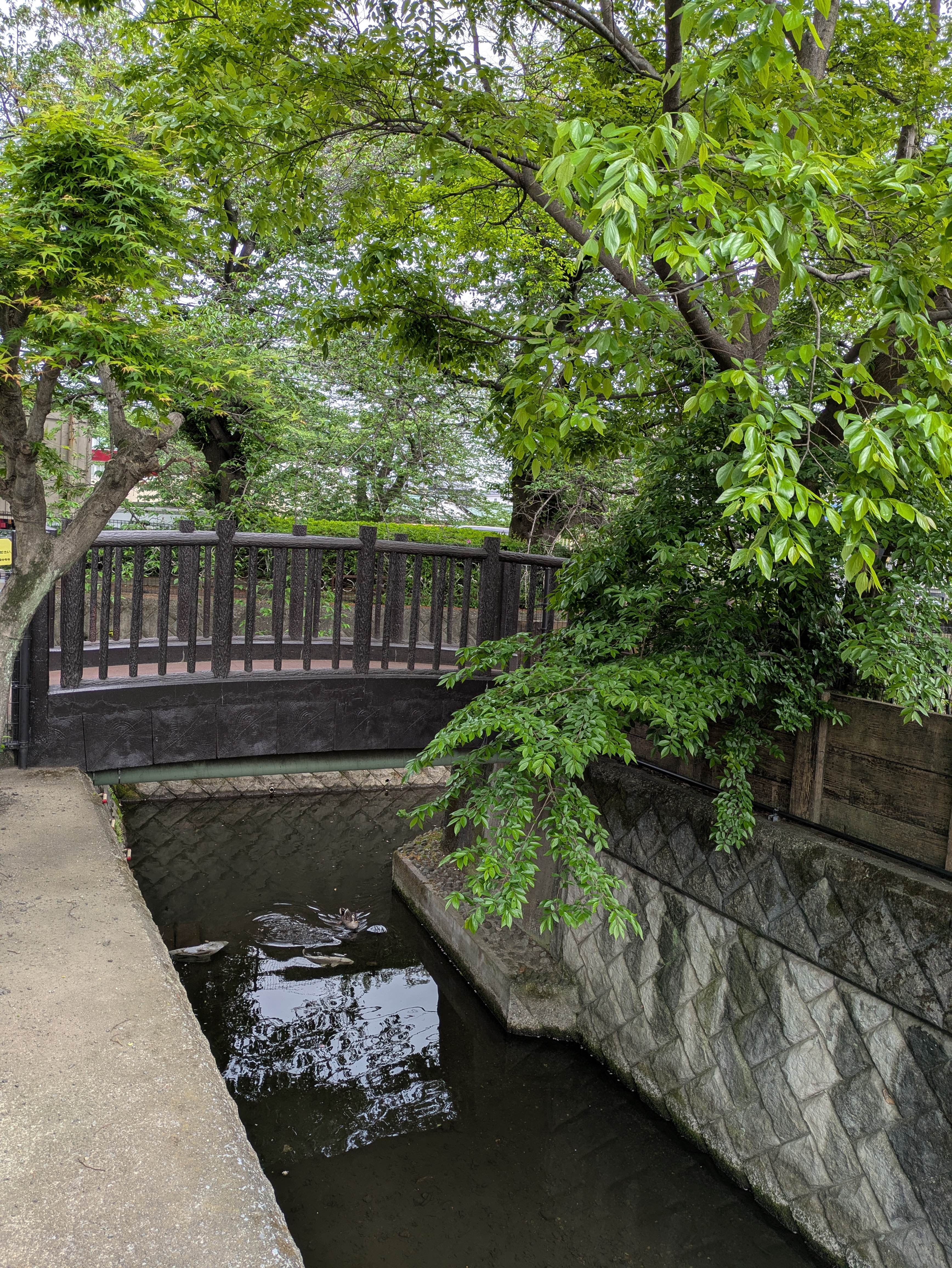
不動橋ポケットパークの橋(国分寺市東元町)
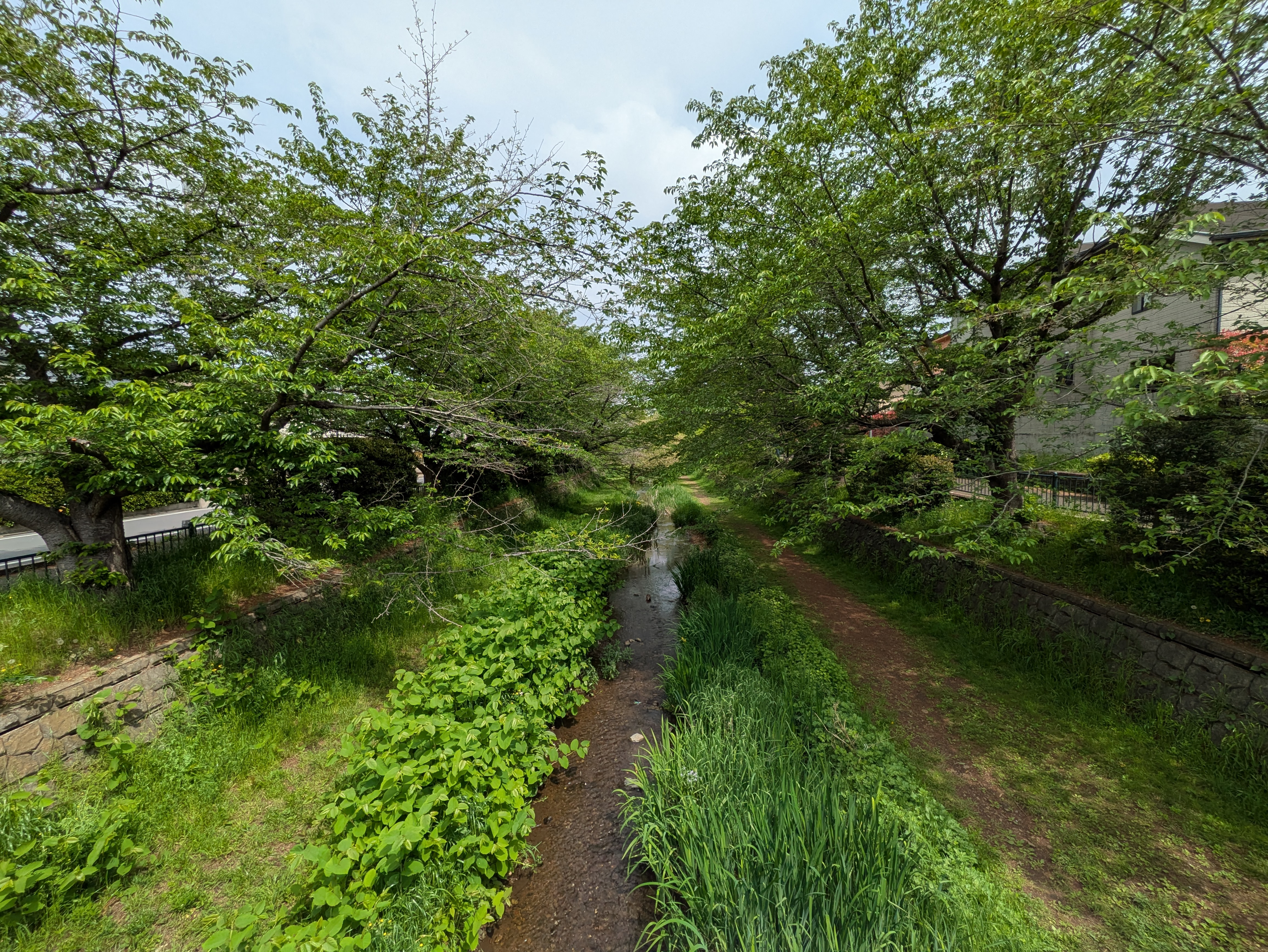
貫井南町部の流路(小金井市貫井南町)
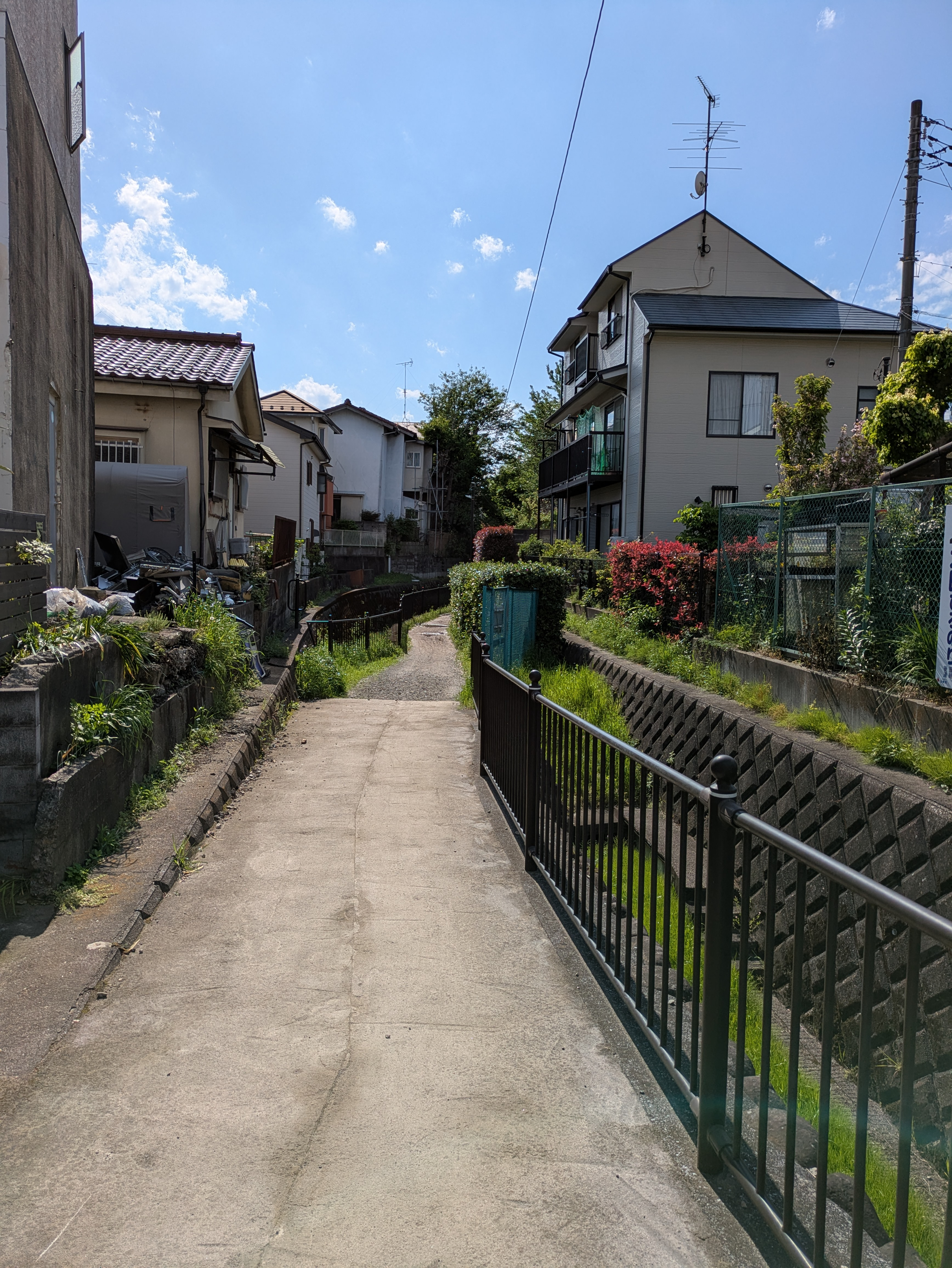
増水時以外通行可能な旧流路(小金井市前原町)
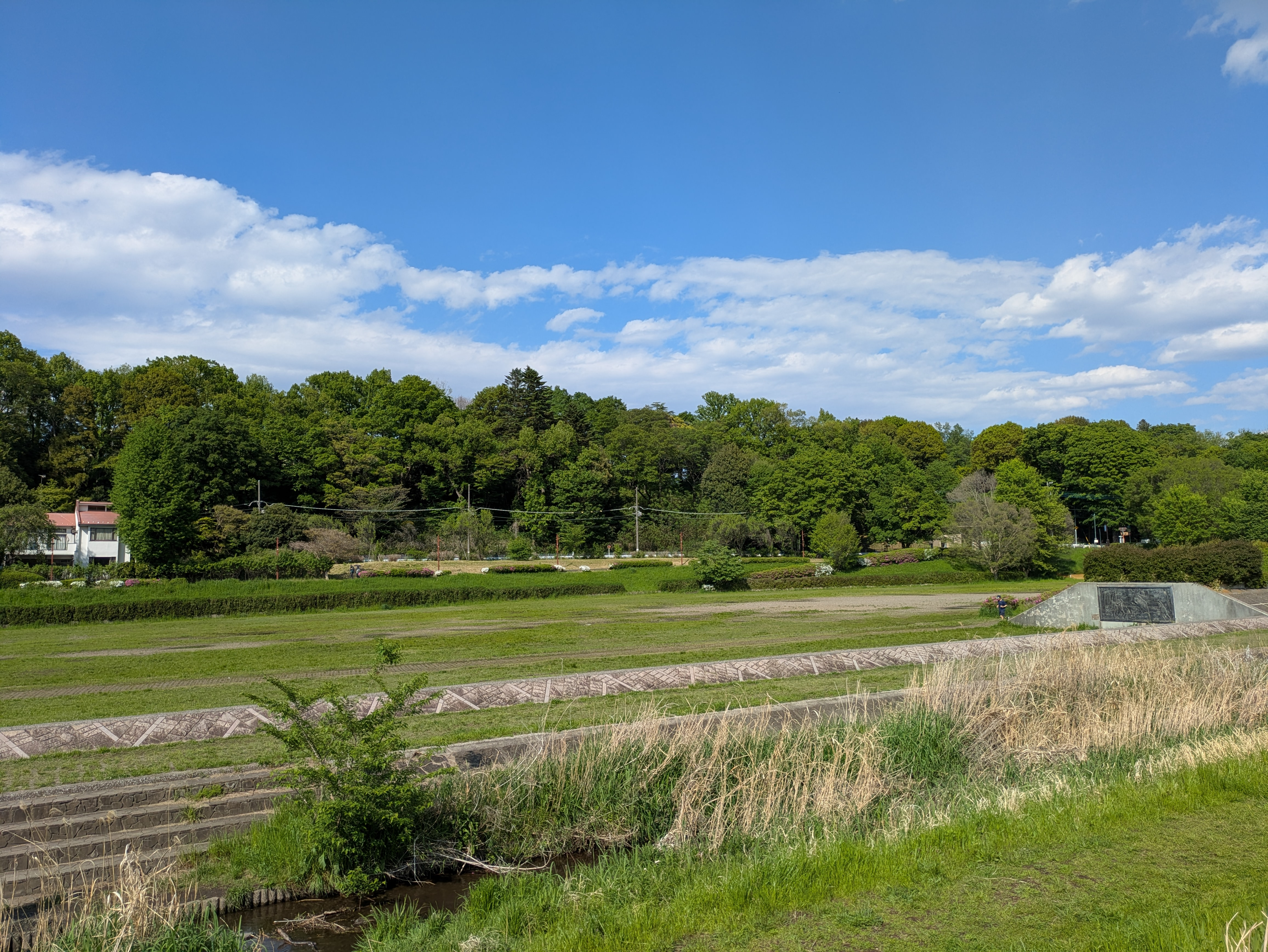
武蔵野公園内の野川（府中市多磨町）
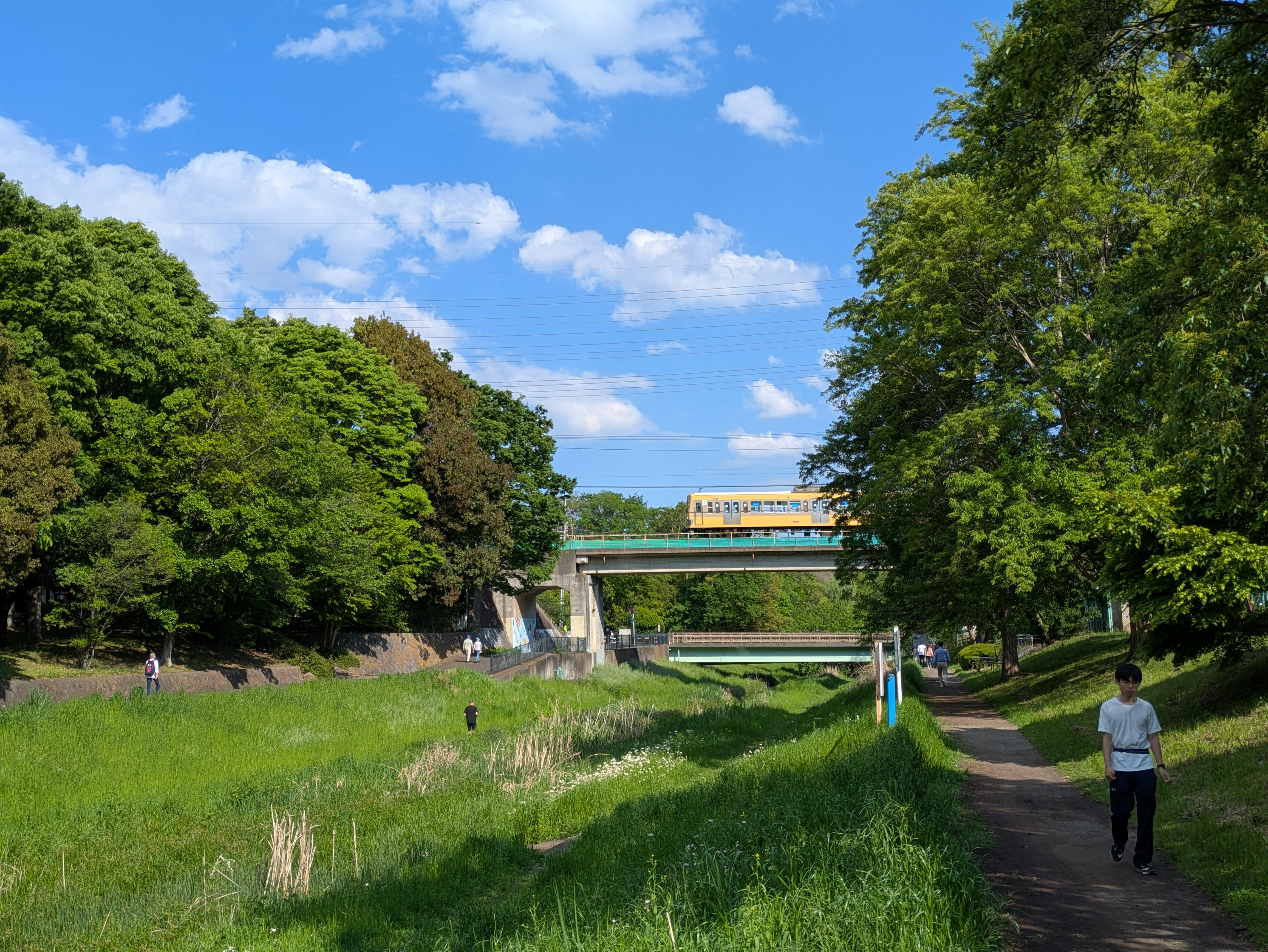
武蔵野公園と野川公園の境界部は西武多摩川線が交差する（府中市多磨町）
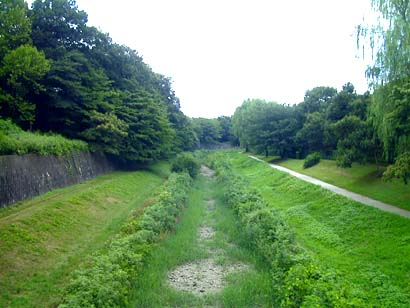
野川公園内を流れる野川。（調布市/小金井市）
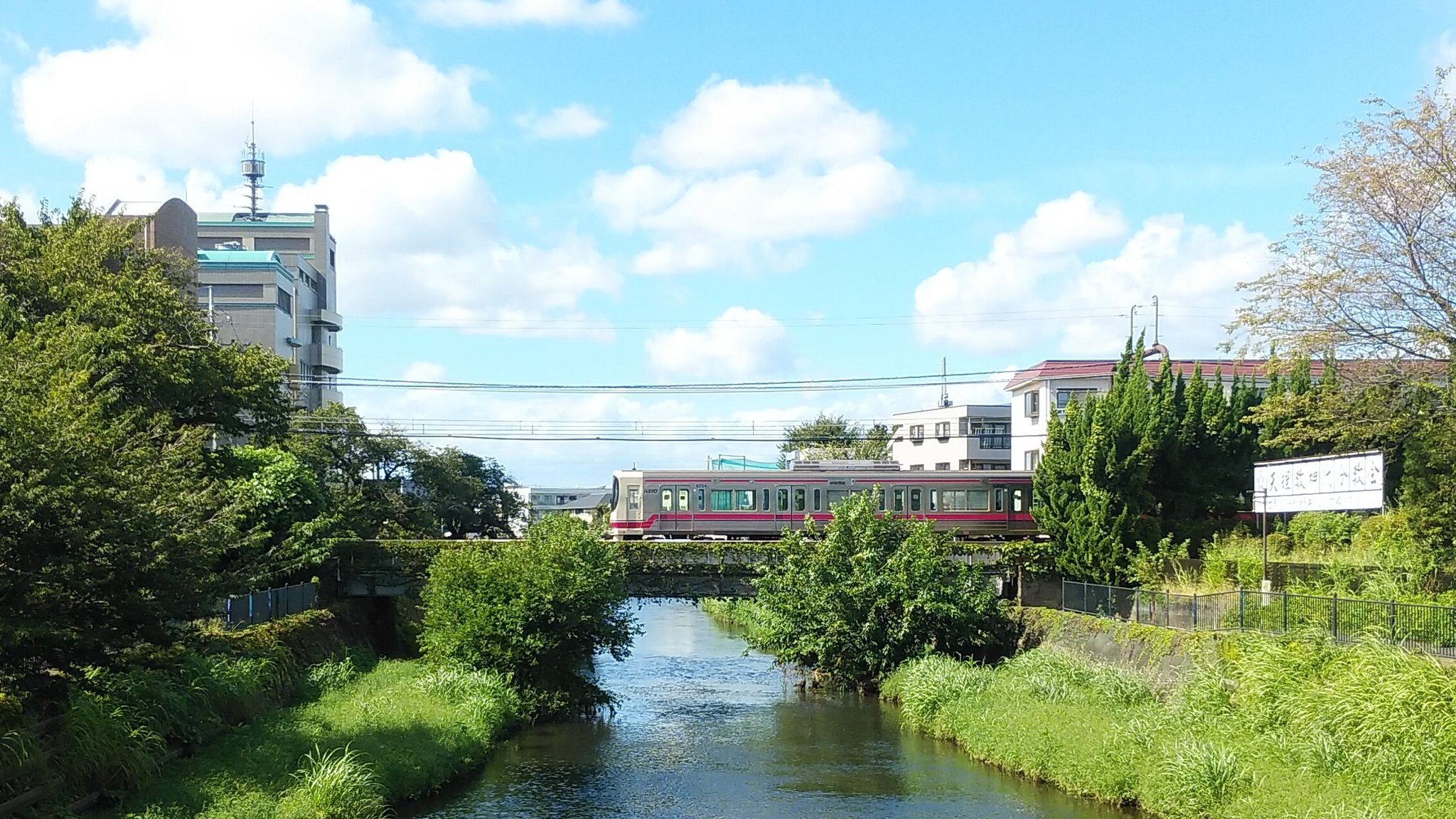
京王線交差部（調布市国領町/菊野台）
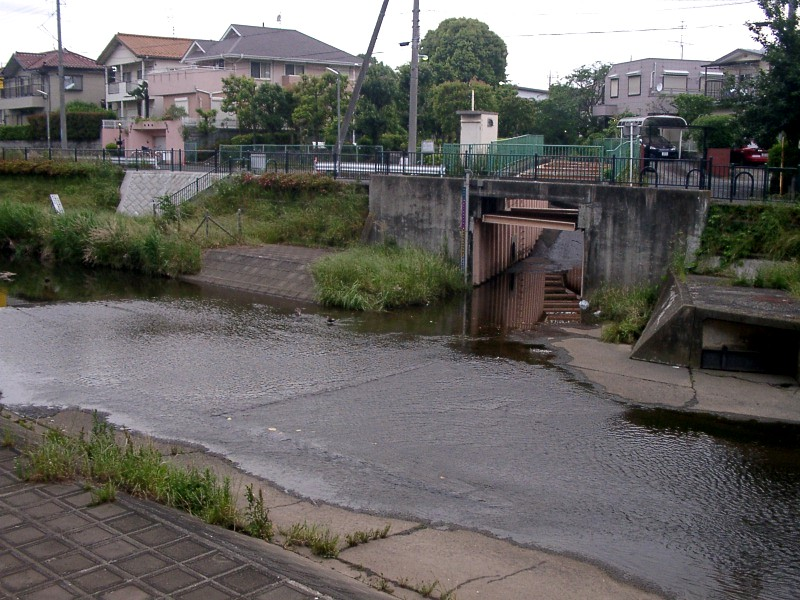
野川に合流する入間川。（調布市入間町/狛江市東野川）
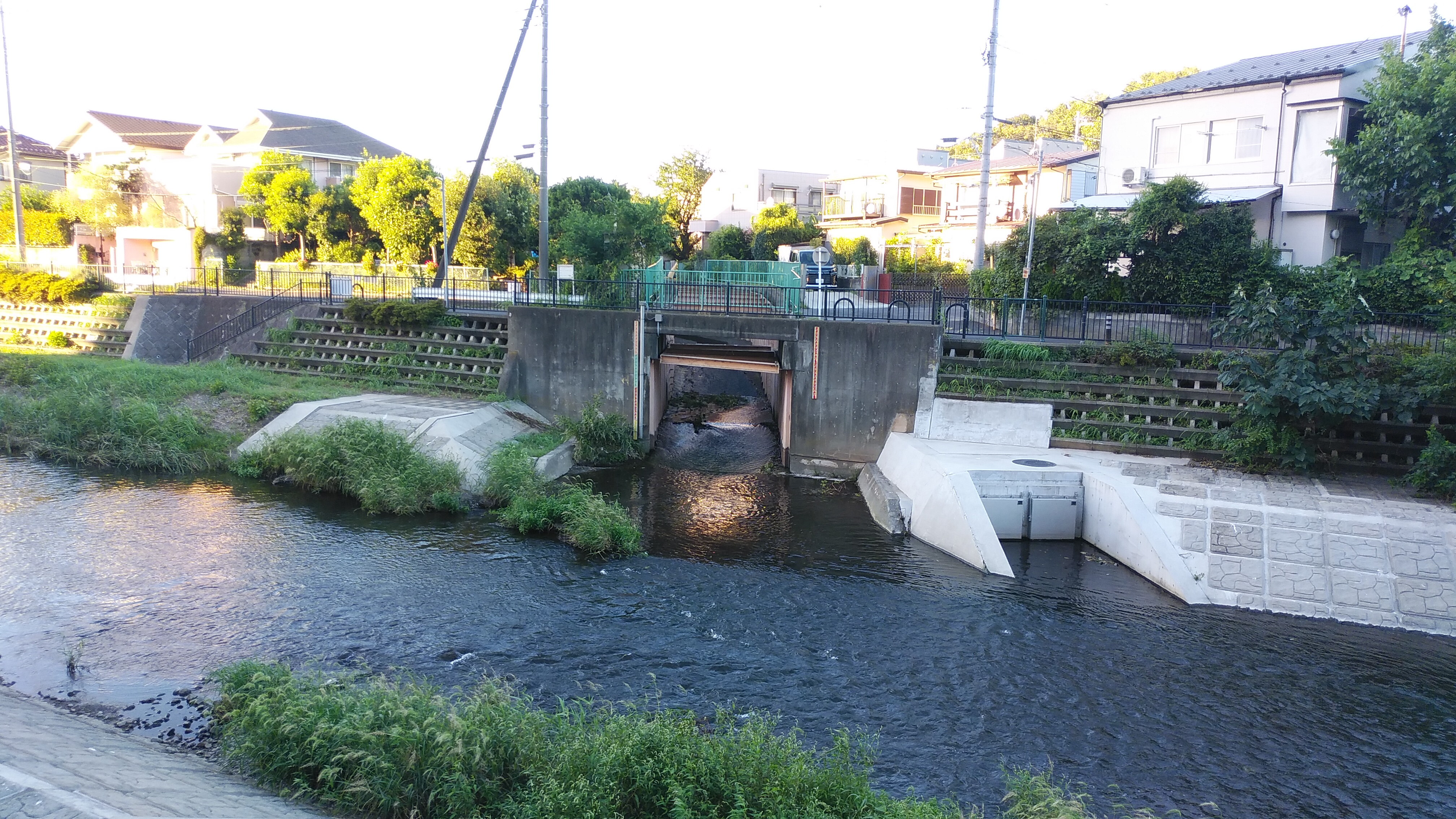
野川の合流部2024年時点 護岸改修されている（調布市入間町/狛江市東野川）
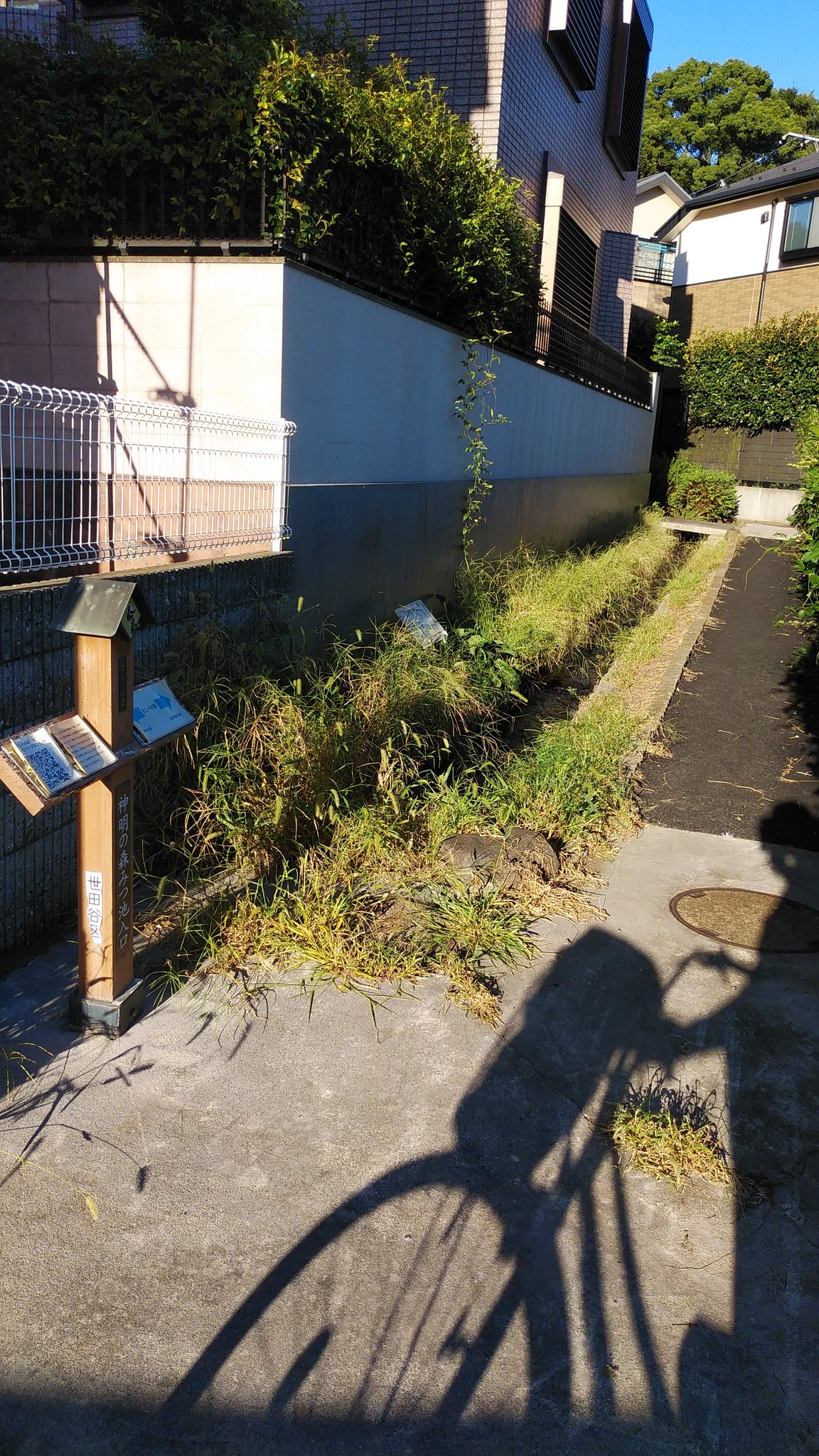
神明の森みつ池からの湧水を野川へ注ぐ遊歩道、きしべの路（世田谷区成城）
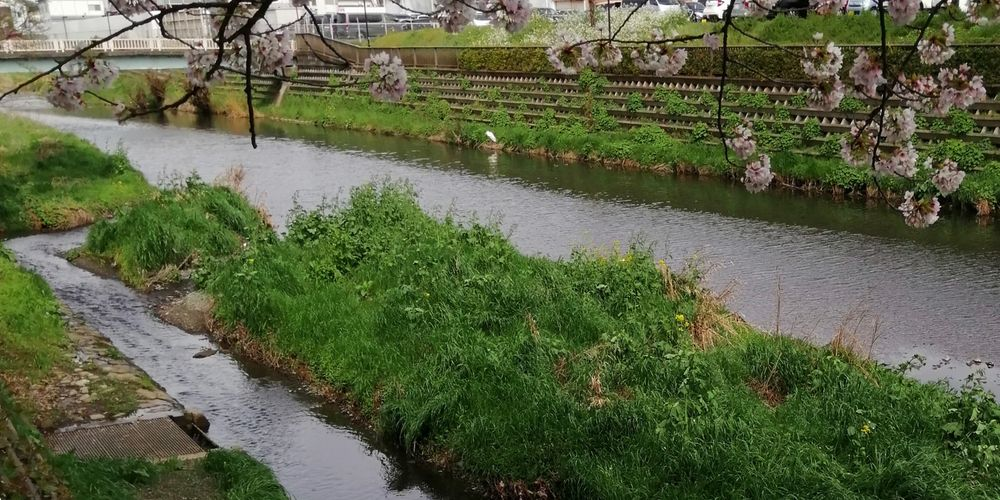
次大夫堀公園の小川の水は野川から取り込んでいる（左下が取水口）。
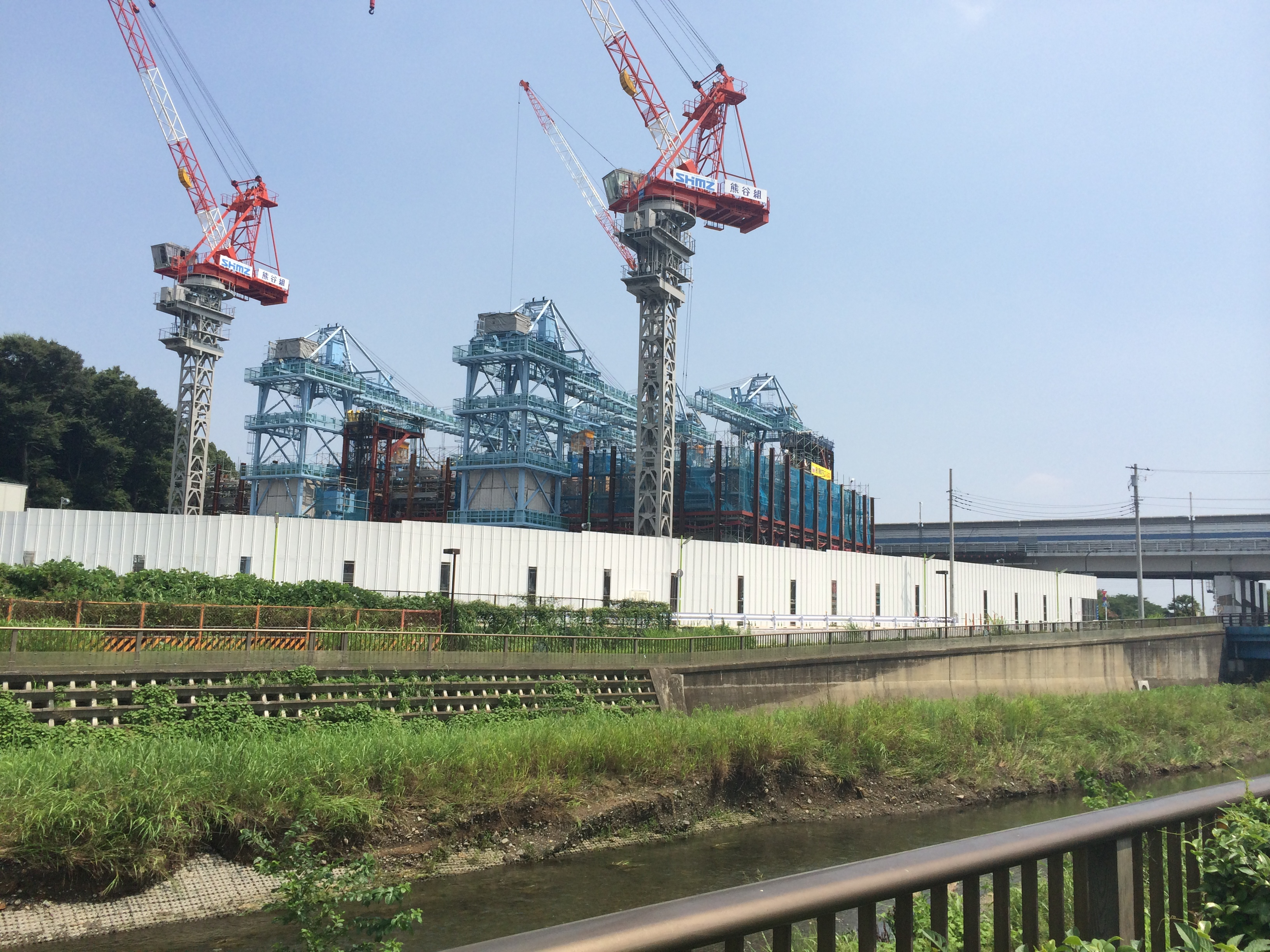
東名高速道路付近では東名ジャンクションの工事が進む（2014年）
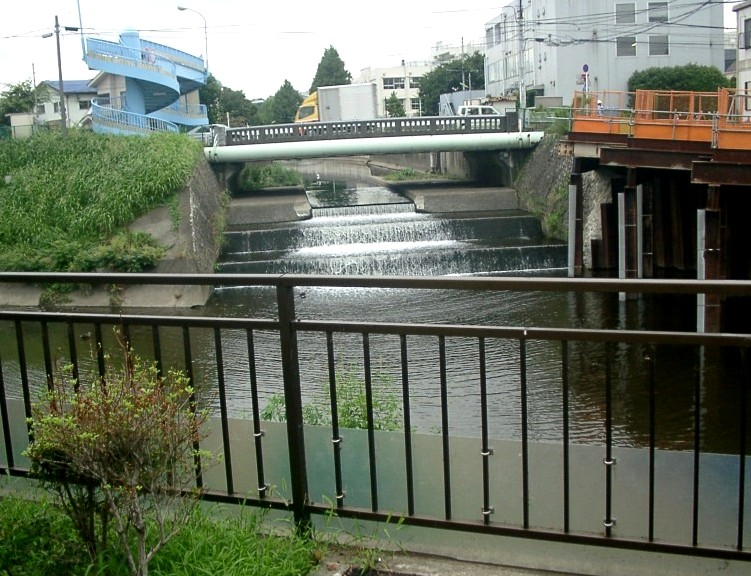
野川に合流する仙川。（世田谷区鎌田）
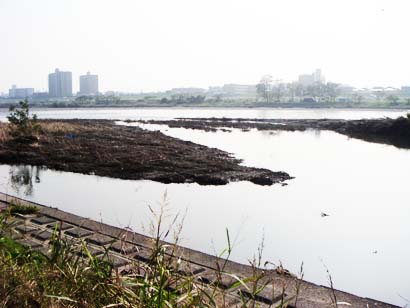
多摩川に合流する右岸。世田谷区。
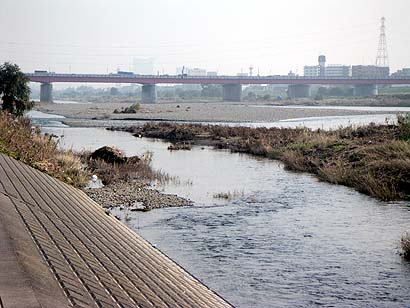
多摩川に合流する左岸（やや下流）。世田谷区。

## 支流
- 逆川
- 入間川
- 清水川 - 岩戸川、町田川、宇奈根川
- 仙川
- 谷川

## 流域の自治体
東京都
国分寺市、小金井市、調布市、三鷹市、狛江市、世田谷区

## 橋梁
国分寺市
- 返仁橋 - 日立製作所中央研究所敷地内
- 西武国分寺線・中央本線
- 押切橋
- 東京都道145号（多喜窪通り）
- あやめ橋
- 緑橋
- 不動橋

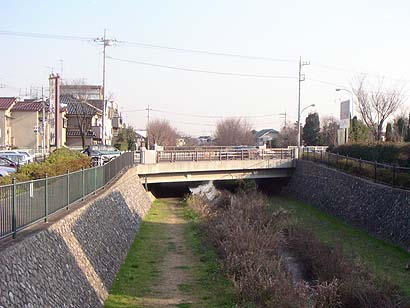
新小金井街道貫井大橋（小金井市）

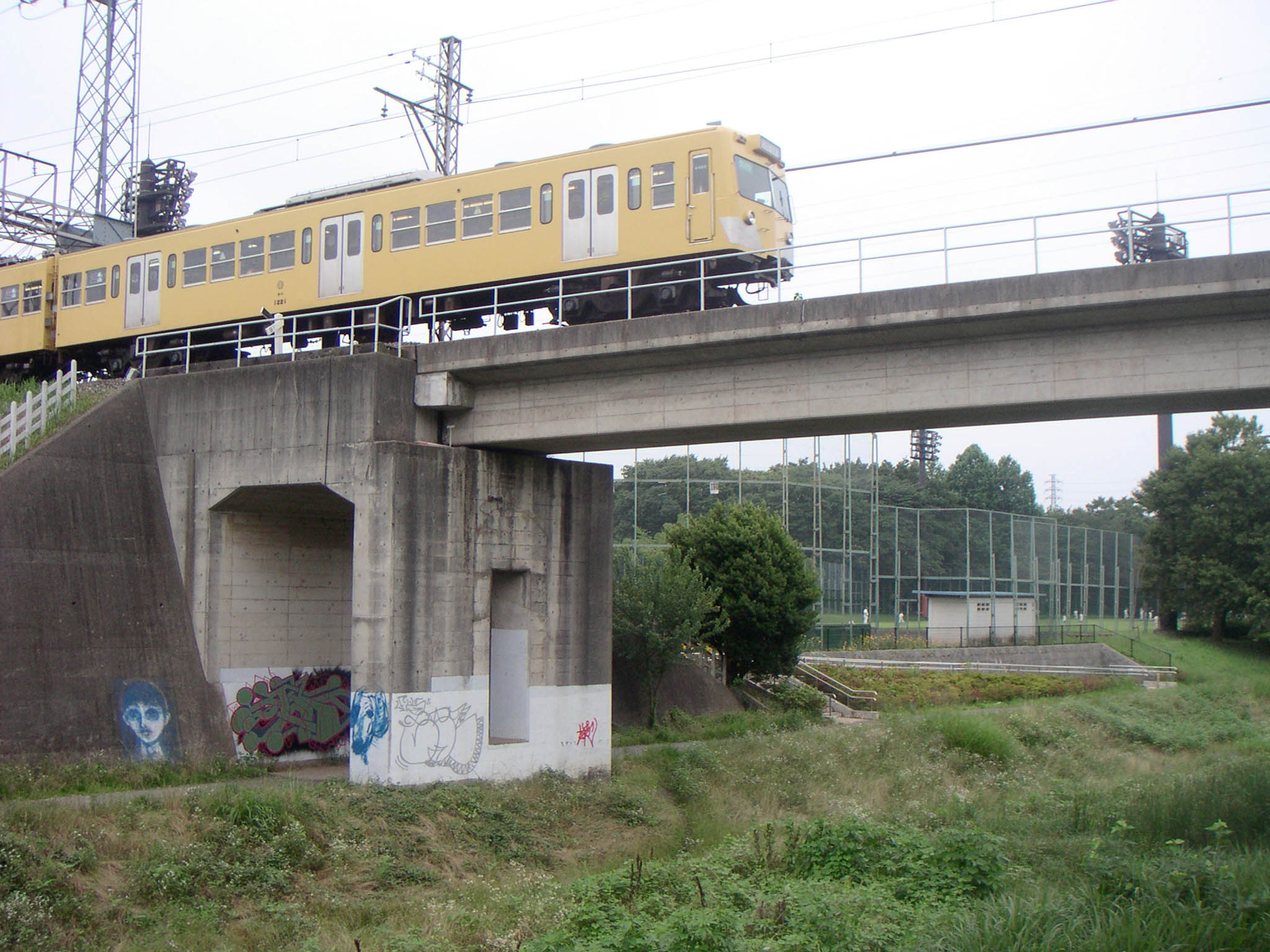
野川をわたる西武多摩川線（二枚橋川橋梁）

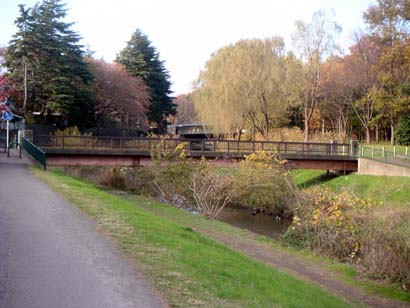
泉橋（三鷹市）

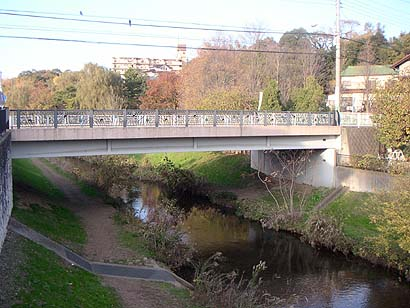
東京都道110号府中三鷹線御狩野橋（三鷹市）

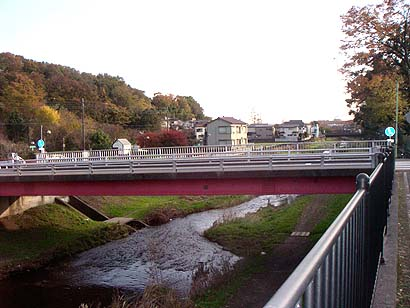
相曽浦橋（三鷹市）

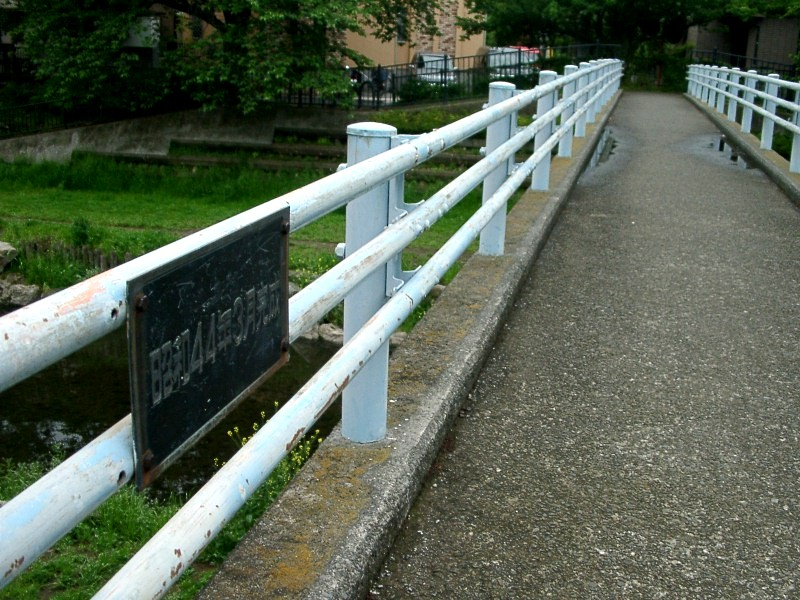
歩行者専用橋の中耕地橋（調布市）

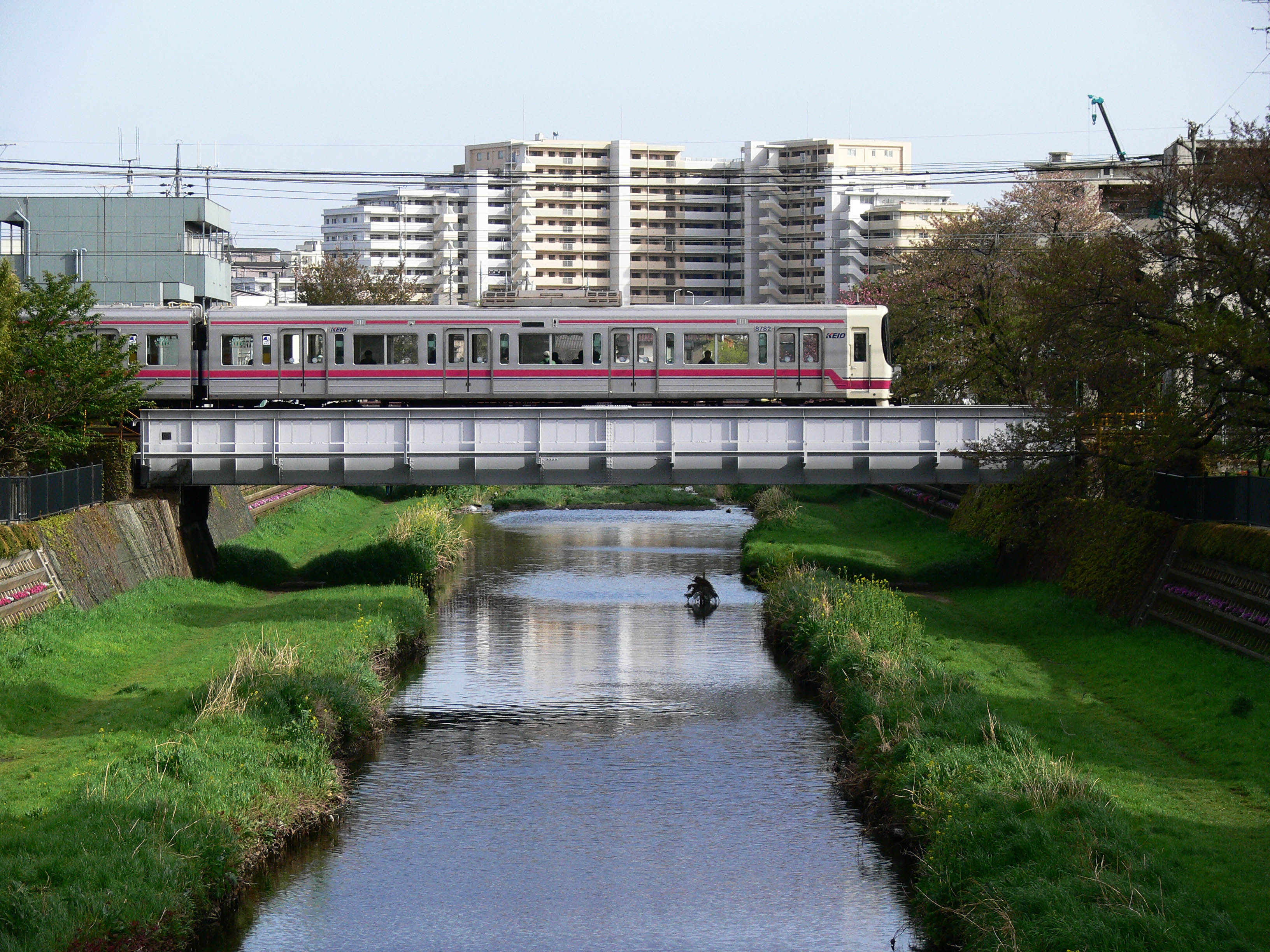
調布市内で野川を越える京王電鉄京王線。国道20号馬橋から下流を写す。

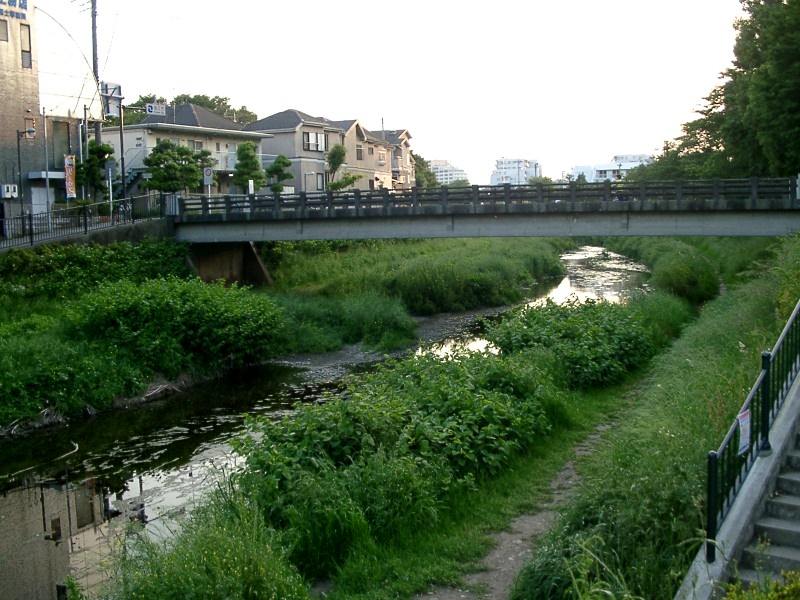
旧・小金橋（調布市・狛江市境）。2008年（平成20年）に新橋に架け替えられた。

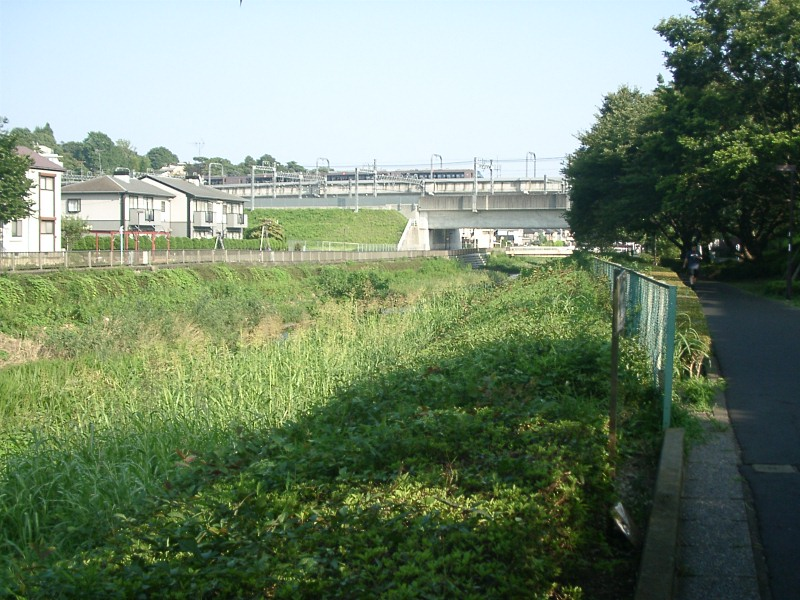
世田谷区内で野川を越える小田急小田原線。

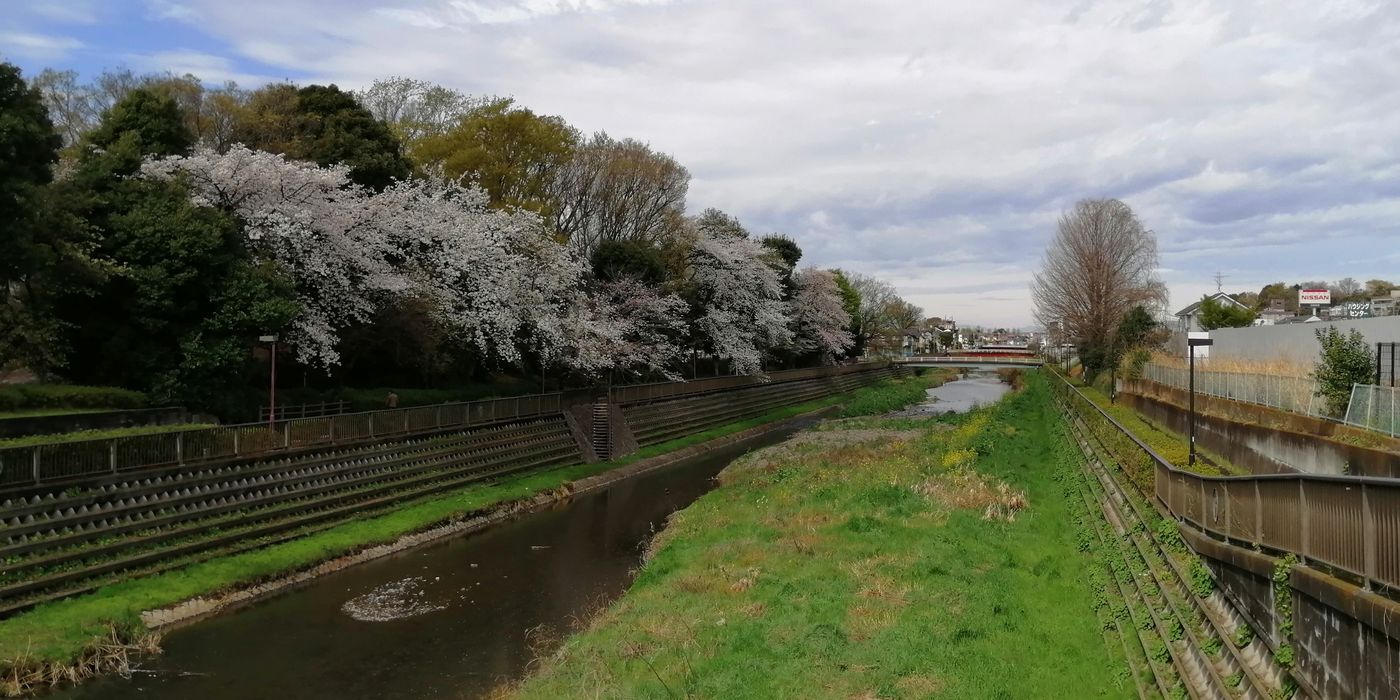
喜多見大橋から上流を望む。手前から順に中野田橋、雁追橋、中之橋。左は次大夫堀公園。

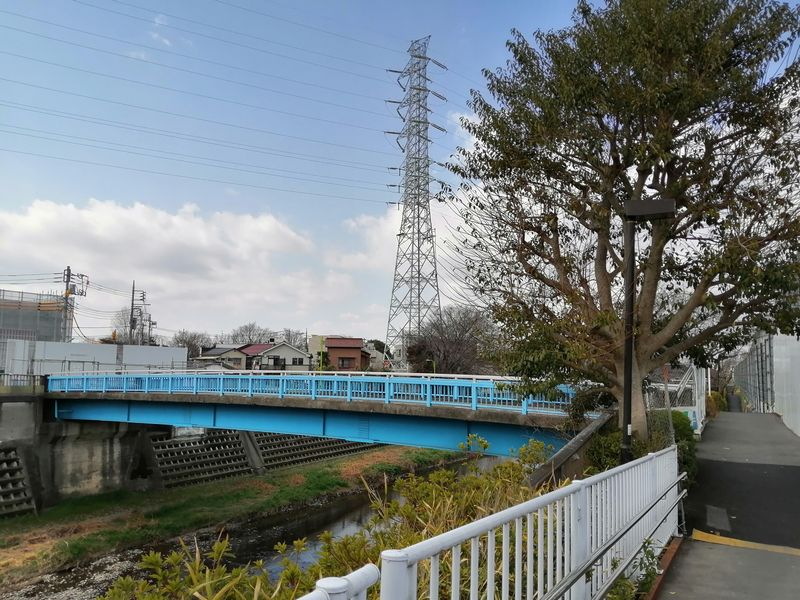
水道橋、古い方、通行不可（下流・左岸より、2023年3月）

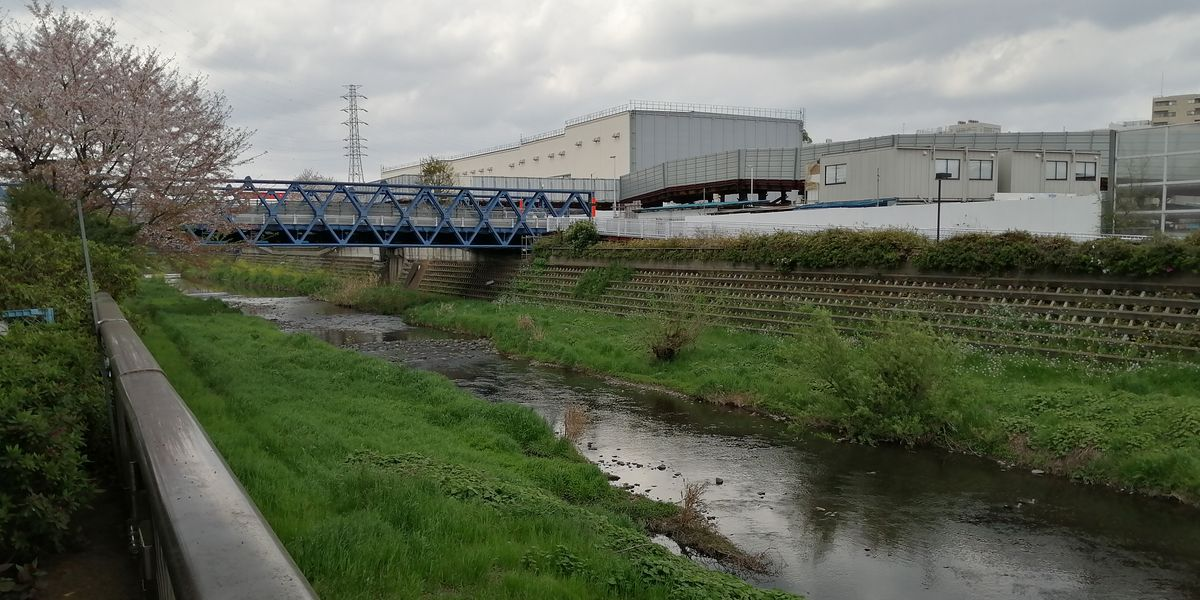
水道橋、新しい方（下流・右岸より、2023年4月）

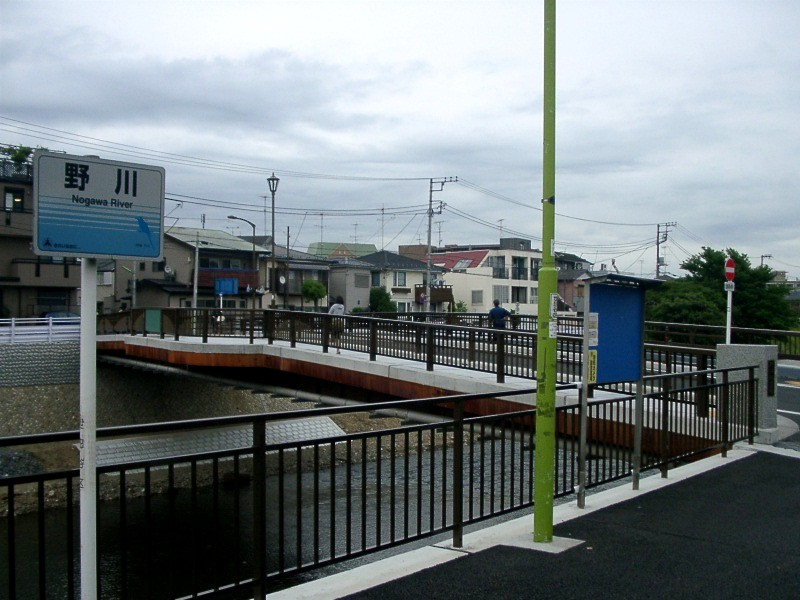
野川水道橋（世田谷区）。2008年（平成20年）に新たに架け替えられた。

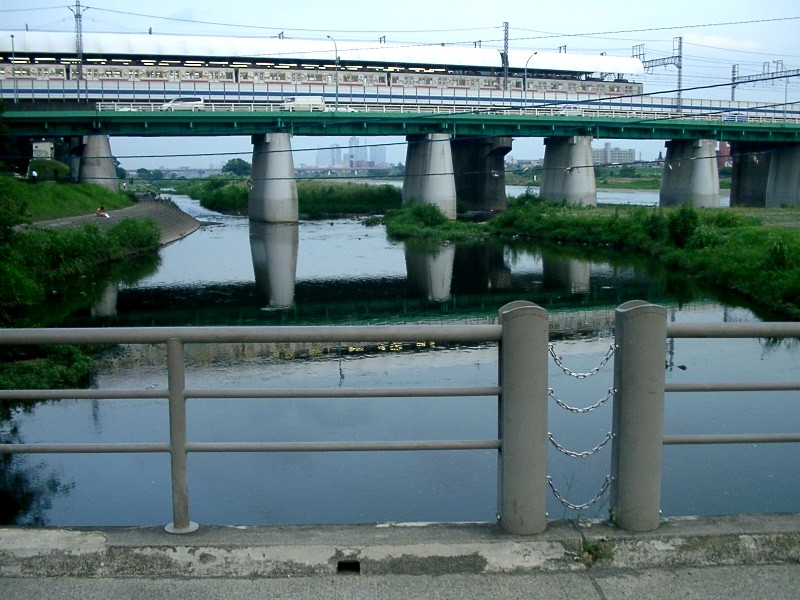
二子橋と東急二子玉川駅（世田谷区）。兵庫橋より撮影（手前の柵は兵庫橋のもの）。

- 一里塚橋  - （東京都道133号（国分寺街道））
- もみじ橋
- 丸山橋
- 平安橋
- 長谷戸橋

小金井市
- 鞍尾根橋
- 西之橋
- 弁天橋
- 貫井新橋
- 坂下橋 - （池の上通り）
- 貫井大橋 - （東京都道248号（新小金井街道））
- 荒牧橋
- 大城（だいじょう）橋
- 豊住橋
- 西之台橋
- 前原野川橋
- 小金井市立前原小学校 - 小学校の校庭の下を暗渠として流れる。
- 大城堀橋
- 新前（しんまえ）橋 - （東京都道15号（小金井街道）、旧河道に架る橋は前橋）
- 丸山橋 - （霊園通り）
- 天神橋
- 中前橋
- 小金井新橋
- 箭真舳（やまべ）橋
- 二枚橋川橋梁 - （西武多摩川線）
- 二枚橋
- くり橋
- なら橋（小金井市/調布市：櫟橋まで）
- 紅葉橋（もみじ橋）
- 水木橋（みずき橋）
- 柳橋（やなぎ橋）
- 桜橋（さくら橋）
- 櫟橋（くぬぎ橋）

三鷹市
- 樫橋（かしのき橋）
- 富士見大橋 - （東京都道14号（東八道路））
- 泉橋
- 御狩野（みかりの）橋 - （東京都道110号）
- 相曽浦（あいそうら）橋
- 飛橋
- 野水橋
- 榛沢橋
- 八幡橋
- 大沢橋 - （東京都道123号（天文台通り））
- 清水橋
- 羽沢橋

調布市
- 御塔坂橋（おとざかばし） （三鷹市/調布市） - （東京都道12号（武蔵境通り））
- 中耕地橋（なかこうちはし）
- 中央自動車道
- 橋場橋（はしばばし）
- 又住橋（またずみばし）
- 虎狛橋（こはくばし）
- 榎橋 - （東京都道121号（三鷹通り））
- 一の橋
- 大橋 - （祇園寺通り）
- 細田橋
- おかね橋 - 「おかね」は人名由来。
- 中島橋（なかじまばし）
- 馬橋（まばし） - （国道20号（甲州街道））
- 京王線
- 車橋
- 大町橋 - （品川通り）
- 野川橋
- 箕（蓑）和田橋（みのわだばし）（調布市/狛江市）
- 小金橋（調布市/狛江市）
- 高谷橋（調布市）
- 野川大橋（調布市/狛江市） - （東京都道114号）
- 糟嶺橋（かすみねばし）（調布市）

狛江市
- 小足立橋（こあだちばし）
- 谷戸橋（やとばし）

世田谷区
- 神明橋（しんめいはし）
- 小田急小田原線
- 上野田橋（かみのだはし）
- 中之橋 - （東京都道3号（世田谷通り））
- 雁追橋（がんおいばし）
- 中野田橋 - 人道橋
- 喜多見大橋 - （東京都道11号（多摩堤通り））
- 茶屋道橋 - 江戸時代に喜多見重勝の茶屋があったことに由来
- 水道橋 - （東京都道428号（荒玉水道道路）） - 外環道の工事に伴い、古い橋の脇に新しい橋がかけられた。下流の野川水道橋とは別。
- 大正橋
- 新井橋 - （東京都道11号（多摩堤通り））
- 東名多摩川橋 - 東名高速道路（第一東海自動車道）
- 町田橋
- 天神森橋（てんじんもりばし）
- 野川水道橋 - 2008年（平成20年）4月26日開通。かつては水道管・歩道共用橋であり、車道は存在しなかった。
- （水道橋代替歩行者暫定専用） - 正式名称は不明。新野川水道橋の完成に伴い撤去。
- （吉沢橋） - 2006年（平成18年）3月に廃止、現在は撤去されている。
- （新吉沢橋） - 玉電砧線廃線後、鉄道橋を流用し歩道・車道共用橋となっていた。現在は野川河川整備事業に伴い撤去されている。
- 吉沢橋 - 吉沢橋及び新吉沢橋を統合した形で旧新吉沢橋の位置に架橋された。
- 新二子橋 - （国道246号）
- 兵庫橋 - 多摩川の河川敷内にある。
- 二子橋 - （国道246号）
- 多摩川橋梁 - 東急田園都市線・東急大井町線（二子玉川駅ホーム）

### ライブカメラ
- YouTube東京都水防チャンネル【野川】大沢地上映像監視局［三鷹市大沢6］ 大沢 (三鷹市)
- YouTube東京都水防チャンネル【野川】大沢橋映像監視局［三鷹市大沢5］ 大沢 (三鷹市)
- YouTube東京都水防チャンネル【野川】馬橋映像監視局［調布市国領2］ 国領町 (調布市)
- YouTube東京都水防チャンネル【野川】鎌田橋映像監視局［世田谷区鎌田4］ 鎌田 (世田谷区)
- YouTube東京都水防チャンネル【野川】野川映像監視局［狛江市東野川3］ 東野川 (狛江市)
- YouTube東京都水防チャンネル【野川】榎橋映像監視局［調布市調布ヶ丘3］ 調布ヶ丘 (調布市)